# Securitas
Securitas AB är en multinationell koncern baserad i Stockholm med inriktning mot säkerhetstjänster (bevakning och mobil patrullering), larmövervakning, konsulttjänster och säkerhetsutredningar. Koncernen har 336 000 anställda på 44 marknader och är organiserad i tre affärssegment: Securitas North America, Securitas Europe och Securitas Ibero-America. Securitasaktien är noterad på Nasdaq OMX Stockholm, Large Cap-listan. Under 2024 omsatte koncernen 161,9 miljarder kronor.

## Historia
Securitas grundades 1934 i Helsingborg under namnet AB Hälsingborgs Nattvakt, när Erik Philip-Sörensen köpte ett litet vaktbolag. 1935 ändrades namnet till Förenade Svenska Vakt AB. Bolaget expanderade genom uppköp av diverse mindre säkerhetsföretag -- inledningsvis i södra Sverige. 1942 startades en stockholmsavdelning.
År 1949 grundades AB Securitas Alarm som bolagets tekniska avdelning, och under det följande årtiondet inledde bolaget en internationell expansion.
Securitas gjorde sitt första tekniska genombrott 1961 med det automatiska passerkontrollsystemet Securi-Coll. Därefter introducerade företaget ett betalningssystem för bensinstationer i Sverige, vilket senare modifierades för att möjliggöra kontantuttag. Den 7 maj 1968 lanserade Securitas världens första bankomat kopplad till ett banksystem, på Oxie Sparbank i Malmö.
År 1972 samlades koncernen under varumärket Securitas med en ny logotyp bestående av tre röda prickar och ordet "Securitas". Prickarna står för företagets grundläggande värderingar "ärlighet, vaksamhet och hjälpsamhet". Ursprungligen stod de för bokstaven S i morsealfabetet.[källa behövs] Namnet Securitas är hämtat från gudinnan Securitas.[källa behövs]
År 1976 sålde Erik Philip-Sörensen Securitas-koncernen till sina söner Jörgen Philip-Sörensen och Sven Philip-Sörensen. 1981 delades koncernen upp mellan sönerna, varefter den internationella verksamheten utvecklades till det som i dag är G4S, medan den svenska verksamheten behöll varumärket Securitas.
År 1983 såldes Securitas till investmentbolaget Skrinet, och 1985 köptes det av Investment AB Latour, kontrollerat av Gustaf Douglas. Koncernen fokuserade under de nya ägarna på säkerhet, och 1989 påbörjades en internationell expansion med förvärv i Norge, Danmark och Portugal samt etablering i Ungern.
Parallellt med den verksamhet som Securitas AB bedrev med bas i Sverige fortsatte under Jörgen Philip-Sörensens ledning verksamhet utanför Sverige att bedrivas under namnet Securitas oberoende av Securitas AB.[när?][källa behövs] Verksamheten i Danmark drevs vidare under namnet Securitas men under en annan logotyp.[när?][källa behövs] Denna del förvärvades av Falck och bildade Falck Securitas Sikring A/S.[när?][källa behövs] Kontanthantering och värdetransporter i exempelvis England och Grekland drevs under namnet Group 4 Securitas med samma logotyp som det svenska Securitas.[när?][källa behövs] Denna del av verksamheten gick 2000 samman med Securitas Sveriges konkurrent Falck och bildade Group 4 Falck under ledning av Jörgen Philip-Sörensen. Detta företag gick 2004 samman med Securicor och bildade Group 4 Securicor. Namnet Group 4 Securitas lever kvar i till exempel Australien under nya ägare.[källa behövs]
1991 noterades Securitas på Stockholmsbörsen. 1994 delade koncernen ut ASSA AB (förvärvat 1988) till sina aktieägare. Under 1990-talet gjordes utländska förvärv i 11 europeiska länder samt i USA.
1999 köpte Securitas Pinkerton och 2000 Burns Security samt diverse regionala säkerhetsföretag i USA. Dessa förvärv gjorde Securitas till ett av de största säkerhetsföretagen i världen. 2001 trädde en ny organisation i kraft med fem affärsområden uppdelade enligt tjänstetyper, och samma år förvärvades Loomis.
2003 integrerades koncernens säkerhetstjänster i USA under varumärket Securitas, medan koncernens kontanthanteringsverksamhet blev en helt egen division med gemensam ledning för amerikansk och europeisk verksamhet.
2006 delades divisionerna Securitas Systems (alarm, övervakning och passersystem) och Securitas Direct (lösningar för privatpersoner och småföretag) ut till koncernens aktieägare och noterades på Stockholmsbörsen. Samma år skapades divisionerna Mobile (små och medelstora kunder) och Alert Services (elektronisk bevakning av bostäder och företag) som sedan 2007 utgör affärssegmentet Mobile and Monitoring. 1994 bildades ett eget företag för värdetransporter, Securitas Värde AB. 2006 bytte Securitas Värde AB namn till Loomis.
2007 såldes den brittiska kontanthanteringsdelen i divisionen Loomis till Vaultex Ltd, ägt av HSBC och Barclays.
2008 delades divisionen Loomis (kontanthantering) ut till koncernens aktieägare och noterades på Stockholmsbörsen.
År 2008 tog Securitas Systems namnet Niscayah. 2011 säljs Niscayah till amerikanska STANLEY Black & Decker och byter namn till STANLEY Security. År 2022 förvärvar Securitas bolaget för 29 miljarder kronor och skapar divisionen Securitas Technology och Securitas Healthcare.

## Verksamhet

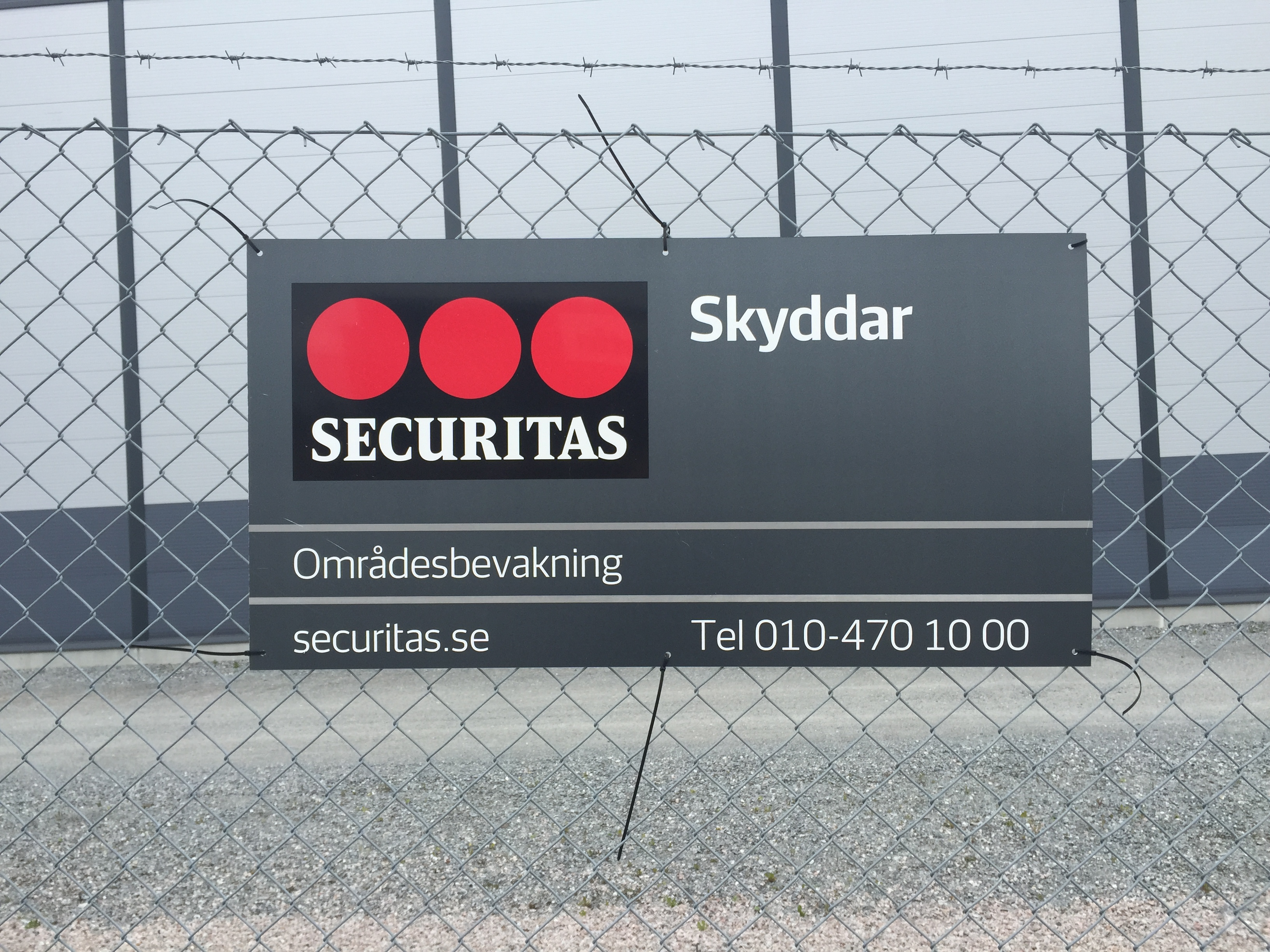
Skylt på en inhägnad

Securitas har verksamhet på 44 marknader globalt och är organiserade i tre affärssegment: Securitas North America, Securitas Europe och Securitas Ibero-America. Koncernen har även verksamhet i Afrika, Mellanöstern, Asien och Australien, vilka utgör divisionen AMEA.
Specialiserade tjänster som due diligence, bakgrundskontroller, säkerhetsutredningar, varumärkesskydd, skydd av immateriella värden, personskydd för företagsledare, utredningar, webbövervakning, datarekonstruktion, social revision och IT-säkerhet utförs över hela världen under varumärket "Pinkerton Consulting & Investigations". Denna verksamhet rapporteras som en del av det nordamerikanska affärssegmentet.
Securitas betonar vikten av värderingar för företaget. De grundläggande värderingarna definieras som "ärlighet, vaksamhet och hjälpsamhet". Det systematiska bruket av värderingar i styrningen av koncernen inleddes 1958, då ett antal sammankomster för värderingssamtal mellan medarbetare ägde rum. Ett av målen var att nå konsensus i fråga om innebörden i det dagliga arbetet av begreppen ärlighet, vaksamhet och hjälpsamhet som då redan var etablerade som ledord för organisationen. Resultatet var skriften "Handlingsnorm för väktare" med 20 teser om hur en vakt bör agera, vilken genom åren har utvecklats till koncernens gällande personalhandbok "Grundläggande Värderingar".

## Marknad

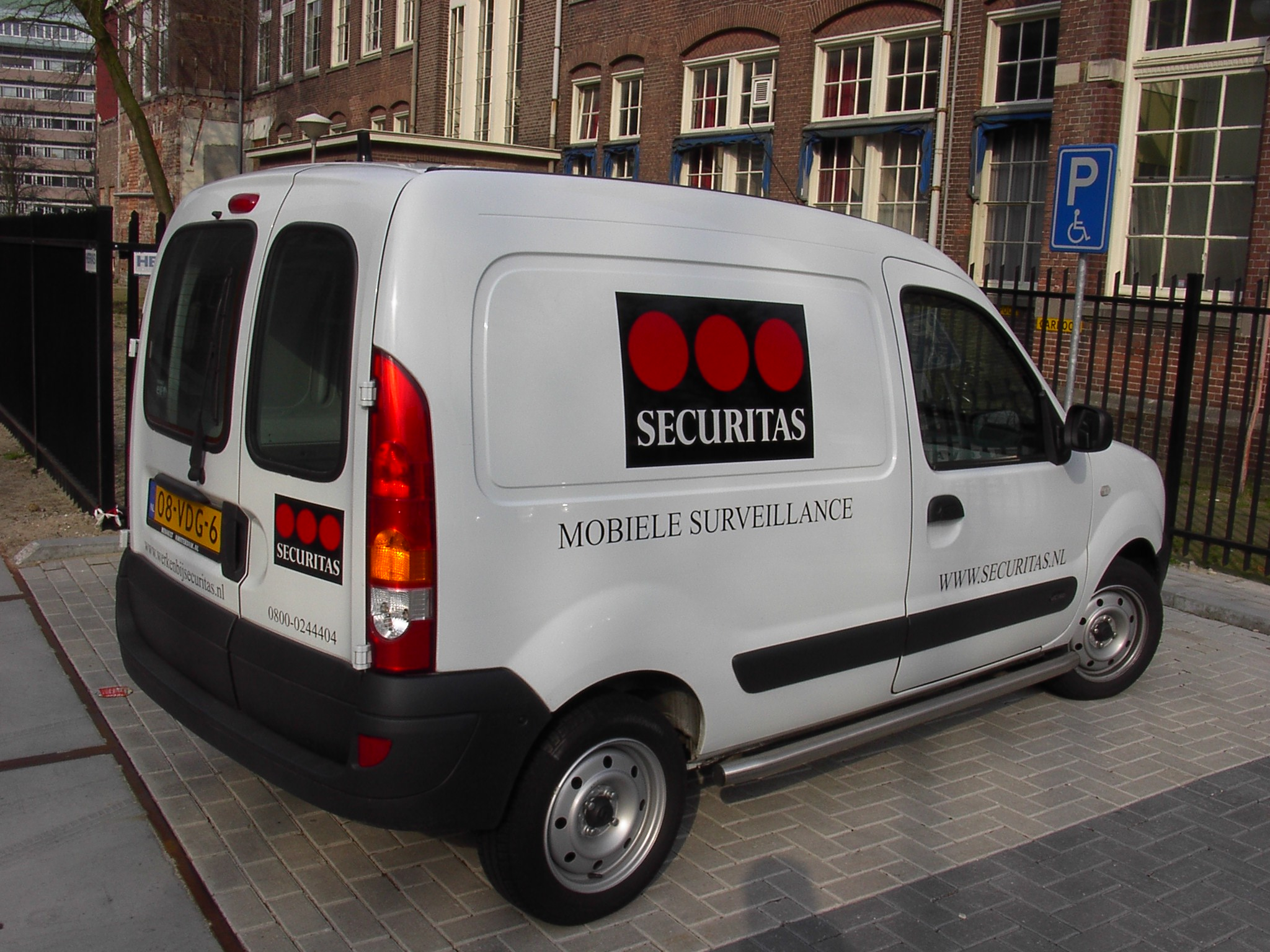
En Securitasbil.

I fråga om bevakning och mobila säkerhetstjänster 2009 hade Securitas en global marknadsandel om 11 procent samt följande regionala marknadsandelar:
| Region                               | Marknadsandel        |
| ------------------------------------ | -------------------- |
| Europa inklusive Turkiet             | 18 procent           |
| Nordamerika (Kanada, Mexiko och USA) | 16 procent           |
| Latinamerika exklusive Mexiko        | 3 procent            |
| Övriga marknader                     | Mindre än en procent |

Securitas bedrev 2025-05-02 verksamhet på följande 44 marknader. 
Kanada, Mexico, USA, Österrike, Belgien, Kroatien, Tjeckien, Danmark, Finland, Frankrike, Tyskland, Ungern, Irland, Luxemburg,  Nederländerna, Norge, Polen, Rumänien, Serbien, Slovakien, Sverige, Schweiz, Turkiet, Storbritannien, Chile, Colombia, Costa Rica, Ecuador, Peru, Portugal, Spanien, Uruguay, Australien, Kina, Hong Kong, Indien, Indonesien, Saudiarabien, Singapore, Sydafrika, Sydkorea, Thailand, the Förenade arabemiraten och Vietnam.

## Nyckelpersoner
Magnus Ahlqvist är VD och koncernchef för Securitas AB. Cristina Petrescu är VD för Securitas Sverige AB.  
Från och med 2024 hade Securitas följande styrelse:
| Namn                    | Födelseår | Befattning                        | Invald år |
| ----------------------- | --------- | --------------------------------- | --------- |
| Jan Svensson            | 1956      | Styrelseordförande                | 2021      |
| Åsa Bergman             | 1967      | Ledamot                           | 2023      |
| Fredrik Cappelen        | 1957      | Ledamot                           | 2008      |
| John Brandon            | 1956      | Ledamot                           | 2017      |
| Gunilla Fransson        | 1960      | Ledamot                           | 2021      |
| Sofia Schörling Högberg | 1978      | Ledamot                           | 2005      |
| Harry Klagsbrun         | 1954      | Ledamot                           | 2021      |
| Johan Menckel           | 1971      | Ledamot                           | 2021      |
| Åse Hjelm               | 1962      | Ledamot                           | 2007      |
| Jan Prang               | 1959      | Ledamot/Arbetstagarrepresentant   | 2008      |
| Thomas Fanberg          | 1961      | Arbetstagarrepresentant/suppleant | 2008      |
| Mikael Persson          | 1966      | Ledamot                           | 2021      |

### Verkställande direktörer
- Thomas Berglund, 1992–2007
- Alf Göransson, 2007–2015
- Magnus Ahlqvist, 2015–

## Ägarstruktur
I december 2024 var enligt Modular Finance de 10 största aktieägarna i Securitas följande:
| Aktieägare                                                   | A-aktier   | B-aktier    | Procent av kapitalet | Procent av rösterna |
| ------------------------------------------------------------ | ---------- | ----------- | -------------------- | ------------------- |
| Investment AB Latour (Genom Investment AB Latour och familj) | 19 866 943 | 42 569 999  | 10,9                 | 29,6                |
| Melker Schörling AB                                          | 7 071 428  | 21 753 604  | 5,0                  | 11,3                |
| SEB Investment Management                                    | 0          | 21 420 770  | 3,7                  | 2,6                 |
| Vanguard                                                     | 0          | 19 603 355  | 3,4                  | 2,4                 |
| BlackRock                                                    | 0          | 18 364 389  | 3,2                  | 2,3                 |
| Incentive AS                                                 | 0          | 15 206 302  | 2,7                  | 1,9                 |
| Handelsbanken Fonder                                         | 0          | 13 910 877  | 2,4                  | 1,7                 |
| Macquarie Investment Management Limited                      | 0          | 12 500 000  | 2,2                  | 1,5                 |
| Cliens Fonder                                                | 0          | 11 721 000  | 2,0                  | 1,4                 |
| M&G Investment Management                                    | 0          | 10 173 261  | 1,9                  | 1,3                 |
| Summa                                                        | 26 938 371 | 187 223 557 | 37,4                 | 56,0                |

## Kritik
Securitas Sverige AB uppmärksammades i maj 2022 då Sveriges Televisions Uppdrag granskning förde fram korruptionsanklagelser mot bolaget i avsnittet Securitas hemligheter. Av programmet framkom bland annat att höga chefer köpt sexuella tjänster på en bordell i Spanien, samt att tjänstemän vid Malmö stads säkerhetsverksamhet bjöds på en resa till London i augusti 2021 efter vilken Securitas Sverige AB vann en upphandling i staden. I avsnittet menar Daniel Stenling, chef för kontraspionaget vid Säkerhetspolisen, att agerandet från cheferna på Securitas Sverige kan medföra en risk för rikets säkerhet eftersom bolaget ansvarar för säkerheten vid flera svenska myndigheter och samhällsviktiga funktioner. Granskningen fick bland annat till följd att två chefer vid Securitas Sverige AB varslades, att de tjänstemän vid Malmö stad som var med vid londonresan sade upp sig samt att staden inte förlänger avtalet med bolaget och inledde en extern utredning av händelsen. Utifrån vad som framkom i programmet inledde Riksenheten mot korruption en utredning om misstänkt mutbrott.

## Samarbete med högskolor och universitet
Företaget är en av medlemmarna, benämnda Partners, i Handelshögskolan i Stockholms partnerprogram för företag som bidrar finansiellt till högskolan och nära samarbetar med den vad gäller forskning och utbildning.